# Ясен (Домжале)
Ясен (словен. Jasen) — поселення в общині Домжале, Осреднєсловенський регіон, Словенія. 
Висота над рівнем моря: 463,9 м.